# Dutch Open 1973
Il Dutch Open 1973 è stato un torneo di tennis giocato sulla terra rossa. È stata la 16ª edizione del torneo, che fa parte del Commercial Union Assurance Grand Prix 1973. Il torneo si è giocato a Hilversum nei Paesi Bassi dal 16 al 22 luglio 1973.

## Campioni

### Singolare maschile
Tom Okker ha battuto in finale  Andrés Gimeno con il punteggio di 2–6, 6–4, 6–4, 6–7, 6–3

### Doppio maschile
Iván Molina /  Allan Stone hanno battuto in finale  Andrés Gimeno /  Antonio Muñoz con il punteggio di 4–6 7–6 6–4